# Квинт Минуций Терм (претор)
Квинт Мину́ций Терм (лат. Quintus Minucius Thermus; умер после 35 года до н. э.) — римский политический деятель из плебейского рода Минуциев, народный трибун 62 года до н. э., занимавший претуру, по одной из версий, в промежутке между 60 и 58 годом до н. э. Незадолго до начала гражданской войны управлял провинцией Азия.

## Происхождение
Квинт принадлежал к знатному плебейскому роду Минуциев; его отцом, предположительно, мог являться Квинт Минуций, приходившийся, по-видимому, младшим братом Марку Минуцию Терму, под началом которого в качестве контубернала служил юный Цезарь. О карьере Квинта-старшего известно лишь, что около 103 года до н. э. он чеканил монету, а на заключительной стадии Союзнической войны 91—88 гг. до н. э. в числе прочих присутствовал на военном совете Гнея Помпея Страбона (возможно, в ранге квестора), где тот постановил декрет о даровании римского гражданства испанским всадникам, участвовавшим в войне на стороне римлян (середина ноября 89 года до н. э.). В 86 до н. э. консулом-суффектом текущего года, Луцием Валерием Флакком, Терм был назначен военным трибуном вместо взбунтовавшегося Фимбрии и оставлен им в качестве легата пропретора в Византии на время разведывательной операции близ Халкедона, но вскоре был изгнан оттуда подстрекаемыми Фимбрией легионерами. О его дальнейшей судьбе ничего неизвестно.

## Биография
Первые упоминания о Квинте Минуции в сохранившихся источниках относятся к началу 62 года до н. э. Тогда его коллега по трибунату Квинт Цецилий Метелл Непот, едва вступив в должность, принялся возмущать народ в собрании и, по наущению Юлия Цезаря, под благовидным предлогом внёс закон, призывающий Гнея Помпея как можно скорее прибыть с войском в Италию и взять на себя спасение государства от бед, которые готовят ему оставшиеся в живых катилинарии (в действительности, целью такого предложения была якобы легитимная передача верховной власти над Римом в руки Помпея). Прознав об этом и доложив обо всём Марку Порцию Катону, Терм вместе с ним направился к Форуму, где Метелл в окружении вооружённых наёмников-чужеземцев, гладиаторов и рабов предпринял попытку заочного, без ведома своих коллег по должности, утверждения законопроекта в народном собрании: когда Катон запретил жрецу-глашатаю зачитывать текст документа, Квинт Цецилий стал читать его сам, спровоцировав Катона, вырвавшего у него свиток. Тогда Метелл начал произносить этот текст наизусть, и Минуцию Терму пришлось силой зажать ему рот; в результате возникшей вслед за этим массовой потасовки сенат поддержал Марка Порция и выступил против законопроекта, который нёс Городу мятеж и междоусобицу.
Поскольку пропретором в Азии Квинт Минуций стал, по-видимому, на основании Помпеева закона о провинциях (52 год до н. э.), американский исследователь Т. Бреннан допускает версию о прохождении Термом претуры в 60—58 году до н. э. В конце июля 51 до н. э. Марк Туллий Цицерон, будучи направлен с проконсульским империем в Киликию, граничившей с Азией, видимо, по просьбе Помпония Аттика навестил Минуция в Эфесе. Здесь он ходатайствовал перед Термом, препоручив ему дела и доверенных людей Аттика, на что Квинт пообещал сделать всё, от него возможное; кроме того, в конце этого года и марте следующего Цицерон отправил азиатскому наместнику пару рекомендательных писем с просьбой о содействии своему легату, Марку Аннею, в судебной тяжбе с жителями Сард. Когда Минуций готовился к возвращению в Рим, не дождавшись преемника, он сначала планировал оставить вместо себя не квестора, как это было принято, а одного из легатов. Но Цицерон, ещё находившийся в то время в Киликии, в письме, датированном началом мая 50 года, посоветовал Терму сделать выбор в пользу именно Луция Антония, новоизбранного квестора, поскольку иное решение, по мнению Цицерона, стало бы для Луция «бесчестьем и сделало бы врагами Терма всех братьев-Антониев». Квинт Минуций последовал этому совету, и Луций на некоторое время остался во главе провинции (в 49 году до н. э.), которую вскоре передал Гаю Фаннию.
По возвращении на Апеннинский полуостров в конце 50 года до н. э. Терм, узнав о вероломных действиях Юлия Цезаря (ночной переброске легионных солдат через Рубикон и последующем захвате пограничного с Цизальпинской Галлией Аримина), во главе пяти когорт был командирован к эпицентру событий, в Умбрию, где занял Игувий и развернул деятельность по укреплению города. Но при известии о приближении цезарианца Куриона с тремя когортами, не вполне доверяя настроению муниципалов, Минуций вывел своё войско из города и бежал; при этом, Цезарь пишет, что солдаты оставили его и разошлись по домам, а Цицерон, ссылаясь на вольноотпущенника Аттика Филотима, что они под предводительством Лентула Спинтера и самого Терма соединились с войском Луция Домиция Агенобарба, стоявшего у Корфиния. О дальнейших действиях Квинта Минуция в ходе гражданской войны сведения отсутствуют: по всей видимости, после сдачи корфинской крепости диктатор помиловал его.
Следующее упоминание о Минуцие относится к февралю 43 года до н. э., когда он, находясь в Массилии вместе с Эмилием Павлом и неким Гаем Фаннием, от имени сената вёл переговоры с Секстом Помпеем о военной поддержке последним республиканцев в борьбе с Антонием. Секст колебался, заняв выжидательную позицию, вероятно, из-за настроения ветеранов отца. А уже осенью 43 года Терм, по-видимому, так же, как и его коллеги-послы Луций Лепид и Фанний, был внесён триумвирами в проскрипционные списки, поэтому вынужденно бежал на Сицилию к тому-таки Сексту Помпею Магну Пию, которому, впрочем, изменил, перейдя в 35 до н. э. на службу к Антонию. О его кончине ничего не известно.

## Потомки
В браке с неизвестной женщиной у Квинта Минуция родилась дочь, которую отец выдал замуж за претора 49 года до н. э. Авла Аллиена, приверженца Юлия Цезаря.